# Berglands voetbalkampioenschap
Het Berglands voetbalkampioenschap (Duits: Bergland Fußballmeisterschaft) was een van de regionale voetbalcompetities van de Zuidoost-Duitse voetbalbond (SOFV), die bestond van 1925 tot 1933. In 1924 besloot de SOFV om een nieuwe competitie op te richten voor de clubs uit het Waldenburger Bergland. Voorheen speelden deze voornamelijk in de Neder-Silezische competitie, al kwamen enkele clubs ook uit de Midden-Silezische competitie. De competitie werd in twee reeksen gespeeld, waarbij de clubs in een oost- en westgroep ingedeeld werden. De winnaars bekampten elkaar voor de algemene titel en deelname aan de Zuidoost-Duitse eindronde, waarbij geen enkele club ooit een rol van betekenis kon spelen. 
In 1933 kwam de Nationaalsocialistische Duitse Arbeiderspartij aan de macht in Duitsland en werden alle overkoepelende voetbalbonden met hun competities afgeschaft.

## Kampioenen
- 1926 SV Hirschberg 1919
- 1927 SV Preußen 1923 Glatz
- 1928 VfR 1915 Schweidnitz
- 1929 SV Silesia Freiburg
- 1930 VfR 1915 Schweidnitz
- 1931 Waldenburger SV 09
- 1932 VfB Langenbielau
- 1933 Waldenburger SV 09

## Seizoenen eerste klasse
| Club                                    | /8 | Seizoenen (1925-1933) |
| --------------------------------------- | -- | --------------------- |
| VfR 1915 Schweidnitz                    | 8  | 1925-1933             |
| SV Preußen Waldenburg-Altwasser         | 8  | 1925-1933             |
| Waldenburger SV 09                      | 8  | 1925-1933             |
| SV Silesia Freiburg                     | 8  | 1925-1933             |
| RSV Hertha 1911 Münsterberg             | 8  | 1925-1933             |
| SpVgg 1908 Reichenbach                  | 8  | 1925-1933             |
| Verein Strehlener Sportfreunde          | 8  | 1925-1933             |
| SV Preußen 1923 Glatz                   | 7  | 1925-1932             |
| STC Hirschberg                          | 6  | 1927-1933             |
| VfB Langenbielau                        | 6  | 1927-1933             |
| SV Preußen Schweidnitz                  | 5  | 1928-1933             |
| Schweidnitzer FV Manfred von Richthofen | 5  | 1928-1933             |
| Schweidnitzer FV 1911                   | 3  | 1925-1928             |
| SV Hirschberg 1919                      | 2  | 1925-1927             |
| SV Preußen 1912 Bad Warmbrunn           | 2  | 1925-1927             |
| SC Sportfreunde Liebau                  | 2  | 1925-1927             |
| Verein Striegauer Sportfreunde          | 2  | 1926-1928             |
| SV Saarau                               | 1  | 1932-1933             |

1925/26 · 1926/27 · 1927/28 · 1928/29 · 1929/30 · 1930/31 · 1931/32 · 1932/33